# إيرالد هيسي
إيرالد هيسي (بالألبانية: Erald Hysi‏) هو لاعب كرة قدم ألباني في مركز حراسة المرمى، ولد في 13 أغسطس 1986 في فلوره في ألبانيا. لعب مع نادي فلامورتاري فلوره.

## وصلات خارجية
- إيرالد هيسي على موقع الاتحاد الأوربي (الإنجليزية)
- إيرالد هيسي على موقع قاعدة بيانات كرة القدم.إي يو (الإنجليزية)
- إيرالد هيسي على موقع Soccerway.com (الإنجليزية)